# Elsa Mollien
Elsa Mollien (* 11. Februar 1982) ist eine französische Schauspielerin in Theater, Film und Fernsehen. In Deutschland ist Mollien besonders bekannt für ihre Rolle als Rebecca Daniel in der Serie Crossing Lines.

## Leben und Karriere
Elsa Mollien begann ihre Darstellerlaufbahn als junge Schauspielerin mit Auftritten in der Fernsehminiserie Jane Eyre. Danach folgten weitere Rollen im Fernsehen in verschiedenen Episoden von Serien wie Claire Brunetti, Éternelle, Poirot, Profiling Paris, X Company, Crime Scene Riviera, Poldark, Bounty Hunters oder FBI: International. Komplexere TV-Rollen spielte sie unter anderem als Staatsanwältin Rebecca Daniel 2013–2014 in der Krimiserie Crossing Lines an der Seite von Schauspielern wie William Fichtner, Donald Sutherland, oder Marc Lavoine.
Seit 2007 sah man sie auch in Rollen in verschiedenen internationalen Kinofilmen wie dem Psychothriller Hannibal Rising – Wie alles begann, Jupiter Ascending oder unter der Regie von Babak Najafi in dem Polit-Thriller London Has Fallen mit Gerard Butler in der Hauptrolle.
Neben ihrer Arbeit für Film und Fernsehen ist sie auch als Schauspielerin für das Theater tätig.

## Filmografie (Auswahl)

### Filme
- 2007: Hannibal Rising – Wie alles begann (Hannibal Rising)
- 2007: Misconception (Kurzfilm)
- 2008: Coluche: l'histoire d'un mec
- 2008: Sandrine in the Rain
- 2011: Les hommes sont des Rêves
- 2013: Dirtymoney
- 2014: Pas à vendre (Kurzfilm)
- 2014: The Last Day of Winter
- 2015: Jupiter Ascending
- 2015: We Were Young
- 2016: London Has Fallen
- 2017: Der junge Karl Marx (The Young Karl Marx)

### Fernsehen
- 2006: Jane Eyre (Fernsehminiserie, 4 Episoden)
- 2007: Élodie Bradford (Fernsehserie, 1 Episode)
- 2008: Villa Jasmin (Fernsehfilm)
- 2008: Mitterrand à Vichy (Fernsehfilm)
- 2008: Joséphine, ange gardien (Fernsehserie, 1 Episode)
- 2009: R.I.S. Police scientifique (Fernsehserie, 1 Episode)
- 2009: Claire Brunetti (Fernsehserie, 1 Episode)
- 2009: Éternelle (Fernsehserie, 6 Episoden)
- 2012: Research Unit (Fernsehserie, 1 Episode)
- 2012: Enquêtes réservées (Fernsehserie, 1 Episode)
- 2013: Elefanten vergessen nicht (Agatha Christie’s Poirot; Fernsehserie, Episode Elephants can remember)
- 2013: Profiling Paris (Fernsehserie, 1 Episode)
- 2013–2014: Crossing Lines (Fernsehserie, 14 Episoden)
- 2015: X Company (Fernsehserie, 1 Episode)
- 2016: Crime Scene Riviera (Fernsehserie, 2 Episoden)
- 2017: Poldark (Fernsehserie, 1 Episode)
- 2017: Bounty Hunters (Fernsehserie, 2 Episoden)
- 2022: The Madame Blanc Mysteries (Fernsehserie, 1 Episode)
- 2022: FBI: International (Fernsehserie, 1 Episode)